# Spotlight (film)
Spotlight este un film american biografic dramatic din 2015 regizat de Tom McCarthy. Rolurile principale au fost interpretate de actorii Mark Ruffalo și Michael Keaton. În 2016 a câștigat Premiul Oscar pentru cel mai bun film. Scenariul este scris de McCarthy și Josh Singer. Subiectul filmului este ancheta jurnalistică a ziarului Boston Globe pe tema abuzurilor sexuale din Biserica Catolică, cu referire la cele comise în Arhidieceza de Boston.

## Distribuție
Echipa Spotlight
- Mark Ruffalo - Michael Rezendes[8][9]
- Michael Keaton - Walter "Robby" Robinson[10]
- Rachel McAdams - Sacha Pfeiffer[8]
- Liev Schreiber - Marty Baron[10]
- John Slattery - Ben Bradlee Jr.[7]
- Brian d'Arcy James - Matt Carroll[11]

Personaje secundare
- Stanley Tucci - Mitchell Garabedian, attorney[10]
- Gene Amoroso - Stephen Kurkjian, Boston Globe general investigative reporter[12]
- Jamey Sheridan - Jim Sullivan, an attorney representing the Church[7][13]
- Billy Crudup - Eric MacLeish, an attorney[10][13]
- Maureen Keiller - Eileen McNamara, Boston Globe columnist[14]
- Richard Jenkins - Richard Sipe, psychotherapist (telephone voice, uncredited)
- Paul Guilfoyle - Peter Conley
- Len Cariou - Cardinal Bernard Law
- Neal Huff - Phil Saviano
- Michael Cyril Creighton - Joe Crowley
- Laurie Heineman - Judge Constance Sweeney